# Jean-Louis Leca
Jean-Louis Leca (* 21. September 1985 in Bastia) ist ein ehemaliger französischer Fußballtorhüter.

## Karriere
Leca begann seine fußballerische Karriere beim SC Bastia in seiner Geburtsstadt. Am 14. Mai 2005 (36. Spieltag) debütierte er in der Ligue 1, als er gegen die AS Monaco in den Schlussminuten eingewechselt wurde, da Nicolas Penneteau die rote Karte sah. In der gesamten Saison spielte er zweimal und dabei nur einmal über 90 Minuten. In der Folgesaison war er weiterhin zweiter Torwart, spielte aber die letzten drei Saisonspiele in der Ligue 2. 2006/07 bekam er schon mehr Spielzeit und spielte insgesamt 15 Mal. Auch in der darauf folgenden Saison schwankte er zwischen Startformation und Ersatzbank.
Daraufhin wechselte er zurück in die Ligue 1 zum FC Valenciennes. In der ersten Saison war er dort jedoch teilweise sogar nur dritter Torhüter und spielte kein Spiel für seinen neuen Klub. Am 15. August 2009 (2. Spieltag) debütierte er für Valenciennes bei der 0:1-Niederlage gegen Olympique Lyon. Jedoch war das in dieser Saison sein einziger Profieinsatz. Seine dritte Saison absolvierte er erneut nicht als Stammkraft und saß erneut überwiegend auf der Bank. In der Saison 2011/12 spielte er erneut kein Spiel, fiel aber auch die Hälfte der Saison aufgrund eines Kreuzbandrisses aus. Jedoch spielte er auch nach seiner Verletzung kein Spiel und blieb zweite Wahl.
Daraufhin wechselte er zum erneuten Ligakonkurrenten und seinem Exverein SC Bastia. Auch dort spielte er wenig, kam aber noch zu neun Einsätzen in der Ligue 1. Auch 2014/15 spielte er nicht oft und kam nur zweimal zum Einsatz. In der Folgesaison war er Stammkraft und spielte 34 Mal und lief im letzten Spiel als Kapitän auf. In der Folge spielte er erneut häufig und spielte 2016/17 erneut 34 Mal.
Im Sommer 2017 wechselte er zum AC Ajaccio in die Ligue 2. Er debütierte am 25. August 2017 (5. Spieltag) bei einem 3:1-Sieg über den FC Tours. Bei Ajaccio war er Stammspieler und spielte mit der Aufstiegsrelegation, in der man scheiterte, insgesamt 34 Mal.
Nach nur einer Saison wechselte er zum Ligakonkurrenten RC Lens für 300 Tausend Euro. Er debütierte am 27. Juli 2018 (1. Spieltag) beim 2:0-Sieg gegen die US Orléans. Die gesamte Saison spielte er mit der Aufstiegsrelegation 38 Mal in der Ligue 2. In seiner zweiten Saison für Lens in der Ligue 2 spielte er 27 Mal. Auch 2020/21, nach dem Aufstieg, blieb er Stammtorhüter und lief gelegentlich auch als Kapitän auf. In der Saison 2021/22 stand er in 27 Ligapartien zwischen den Pfosten. Zur Spielzeit 2022/23 übernahm der spätere Nationaltorhüter Brice Samba den Posten als Stammtorhüter und Leca wurde lediglich einmal in der Ligue 1 und viermal in der Coupe de France eingesetzt. Dennoch wurde er mit seinem langjährigen Verein RC Lens Vizemeister Frankreichs. Auch in der Saison 2023/24, in der Lens in der Champions League spielte, kam er nur zu einem Ligaeinsatz und spielte zudem einmal für die Reserve in der National 3. Mitte Mai 2024 verkündete Leca schließlich sein Karriereende zum Sommer 2024 im Alter von 38 Jahren.

## Erfolge
- Zweiter der Ligue 2 und Aufstieg in die Ligue 1: 2020
- Französischer Vizemeister: 2023